# Someday (canção de Mariah Carey)
"Someday" é uma canção da cantora estadunidense Mariah Carey, contida em seu álbum de estreia homônimo (1990). É uma música dance-pop com novas influências do new jack swing. Antes de Carey assinar um contrato com a gravadora, ela e o produtor Ben Margulies haviam escrito e produzido uma demo de quatro faixas que incluía "Someday". Depois de assinar um contrato com a Columbia Records, Carey começou a trabalhar em seu álbum de estreia e estendeu a mão para Ric Wake perguntar se ele produziria a música, com a qual ele concordou. A composição da gravação demo foi alterada durante o processo de gravação, principalmente substituindo as buzinas por uma guitarra, da qual Carey desaprovava.
"Someday" foi lançado como o terceiro single do álbum em 15 de novembro de 1990, no Reino Unido e foi lançado no mês seguinte nos Estados Unidos com vários remixes. A música foi um sucesso crítico e comercial, sendo descrita como um destaque do álbum e se tornando o terceiro single número um consecutivo de Carey na Billboard Hot 100 dos EUA. "Someday" foi posteriormente incluído em muitos dos álbuns de compilação de Carey e de maiores sucessos, incluindo #1's (1998), Greatest Hits (2001), The Essential Mariah Carey (2011) e #1 to Infinity (2015).

## Antecedentes
Em 1988, Mariah Carey , de 18 anos, saiu da casa de sua mãe em Long Island e entrou em um apartamento em Manhattan. Ela compôs uma fita demo de quatro faixas com seu parceiro de escrita Ben Margulies enquanto cursava o ensino médio. Em 1988, Carey lutou para impressionar os executivos com a fita e falhou em garantir um contrato de gravação. Ela trabalhou em vários empregos, inclusive como garçonete e conferencista, para pagar sessões de estúdio com Margulies para fazer alterações na demo. Depois de vários meses, Carey fez amizade com a cantora Brenda K. Starr, e logo se tornou uma de suas vocalistas de apoio. Durante as sessões de gravação e ensaios, Starr começou a notar "vislumbres" dos vocais "talentosos" de Carey. Ela achava que Carey era capaz de alcançar o sucesso sozinha e que precisava de alguma orientação para entrar na indústria.
Uma noite, Starr levou Carey para uma festa de gala da indústria fonográfica com a esperança de convencer um executivo da gravação a ouvir a demo de Carey. Jerry L. Greenberg, presidente da Atlantic Records, estava interessado em Carey; enquanto ela lhe entregava a fita, Tommy Mottola executivo da Columbia Records, pegou-o e disse que tenderia a "o projeto". Mottola deixou o evento mais tarde naquela noite, entrou na limusine e ouviu a fita. Ele rapidamente percebeu que havia encontrado uma vocalista talentosa, virou o carro e voltou à festa para encontrar Carey, mas ela já havia saído. Depois de uma semana rastreando-a pela gerência de Starr, Mottola entrou em contato com Carey e a convidou para ir à Columbia Records. Depois de se encontrar com Carey e sua mãe Patricia pela primeira vez, Mottola disse: "Quando ouvi e vi Mariah, não havia absolutamente nenhuma dúvida de que ela estava de todo jeito destinada ao super-estrelato". Após algumas breves reuniões, Carey assinou com a Columbia em dezembro de 1988.

## Gravação
Antes de Carey assinar seu contrato com a Columbia, ela e Margulies haviam escrito e produzido catorze músicas em um período de três anos, sete das quais fizeram parte da lista final de faixas de seu álbum de estreia homônimo (1990), incluindo "Someday". "Someday" foi uma das quatro músicas que estavam na fita demo entregue a Mottola antes de ela assinar o contrato. Carey explicou o processo por trás da concepção da música, dizendo que Margulies tocaria notas diferentes em um teclado elétrico, com Carey direcionando-o para mudanças de acordes e fornecendo a letra, o refrão e a melodia. Produtor Ric Wakemais tarde lembrou que "Someday" era sua música favorita desde o início das sessões de gravação do álbum, dizendo "Eu amei essa música desde o começo ... Então Mariah me ligou um dia e disse 'eu adoraria fazer isso se você quer fazer isso. Foi ótimo, estou feliz que ela me ligou".
"Someday" foi gravado e mixado por Bob Cadway na The Power Station em Nova Iorque. Além de serem escritos por Carey e Margulies, eles também organizaram a música com Chris Toland. Além de produzir a faixa, Wake também realizou acordos adicionais com Rich Tancredi. A programação da bateria foi executada por Wake e Joe Franco, enquanto Cadway tocava guitarra e Tancredi, teclados. Carey tocou todos os seus próprios vocais de fundo. Carey depois revelou que "Someday" era uma de suas músicas favoritas na demo e que ela "ouvia repetidas vezes no metrô após as sessões de estúdio". No entanto, Carey depois expressou sua desaprovação de alguns dos novos elementos adicionados durante a produção de Mariah Carey, como a substituição dos órgãos na demo em favor de uma guitarra elétrica.

## Lançamento e remixes
"Someday" foi lançado como terceiro single do álbum Mariah Carey como CD single no Reino Unido em 15 de novembro de 1990, e como maxi single nos Estados Unidos em 13 de dezembro de 1990. Incluído os remixes new 7" jackswing o 'New 7" Straight', ' New 12 "Jackswing' e o mix 'Pianopercapella - New', todos produzidos por Shep Pettibone, enquanto "Alone in Love" foi incluído como lado B. "Alone in Love" também foi escrito por Carey e Margulies e produzido por Rhett Lawrence. "Someday"foi incluído em muitos dos álbuns de compilação e lançamentos de grandes sucessos, incluindo #1's (1998), Greatest Hits (2001), The Essential Mariah Carey  (2011), e no #1 to Infinity (2015).

### Versão doMTV Unplugged
Apesar de ter lançado dois álbuns de grande sucesso, Mariah Carey e Emotions (1991), a cantora ainda não havia entrado em turnê mundial por causa do medo do palco e dos possíveis efeitos negativos de cantar músicas vocais extenuantes todas as noites. Muitos críticos não estavam convencidos de seu raciocínio e a acusaram de manipular seus vocais no estúdio. Em resposta, Carey apareceu na MTV Unplugged para apresentar uma pequena seleção de suas músicas ao vivo em 1992. Para sua versão de "Someday", ela alterou o arranjo e retirou-o para dar um som mais bruto. Esta versão foi produzida por Carey e Afanasieff e gravado ao vivo no Kaufman Astoria Studios, em Nova York, em 16 de março de 1992. Nas notas de #1 to Infinity, Carey expressou sua antipatia pela versão original do estúdio em Mariah Carey e afirmou que desejava poder "excluir parte da superprodução", motivo pelo qual decidiu incluir a versão MTV Unplugged na compilação. O arranjo da versão MTV Unplugged também foi incluído no set list do programa de residência de Carey em Las Vegas, nº #1 to Infinity (2015–17).

## Composição e recepção crítica
A quarta música na lista de faixas de Mariah Carey, "Someday", é a primeira faixa andamento acelerado do álbum. É uma música dance-pop com novas influências do new jack swing, que dura uma duração de quatro minutos e seis segundos. Liricamente, é sobre como Carey está "alegremente" esperando o carma ruim chegar ao seu ex-namorado que a "largou", o que pode ser ouvido na letra "Porque eu sei que você descobrirá em breve / você está precisando de mim, apesar de todos os outros."> A escritora da AllMusic, Ashley S. Battel, disse que é "energética". Em junho de 1990, o escritor da Billboard, Trevor Anderson, escreveu uma revisão faixa a faixa do álbum em junho de 2015. Ele observou que, sendo a quarta faixa na lista de faixas, é a primeira música em andamento acelerado do álbum e as "batidas" nova vida "como resultado. No entanto, ele sentiu que alguns dos arranjos rítmicos e o solo da guitarra elétrica durante a ponte impediram "Someday" de soar atemporal".

## Desempenho comercial
Nos Estados Unidos, "Someday" se tornou o terceiro single consecutivo número um de Carey na Billboard Hot 100, após Vision of Love" e "Love Takes Time". "Someday" se tornou sua primeira música no topo da parada de canções do Dance Club Songs em 16 de março de 1991, e seu segundo pódio na parada de músicas do Radio Songs. A faixa alcançou o número três na parada Hot R&B/Hip-Hop Songs e número cinco na parada Adult Contemporary. Após três meses de lançamento, A Recording Industry Association of America (RIAA) o certificou com ouro da música, denotando vendas de mais de 500.000 cópias. Em 2015, o escritor da Billboard, Gary Trust, compilou uma lista das 25 músicas de Carey com melhor desempenho, com base em sua performance semanal; "Someday" é a oitava faixa com melhor desempenho de sua carreira no Hot 100. Trust também observou que Carey "provou o que queria", lançando uma música de casa norturna que alcançou o número um após duas baladas no topo das paradas. No Canadá, "Someday" alcançou o número cinco na parada principal, mas alcançou o número um nas paradas Top Singles e Adult Contemporary. Ele também atingiu o pico do número quatro na parada de dança. Fora da América do Norte, "Someday" alcançou o top 15 na Nova Zelândia, o top 40 na França e no Reino Unido, e o top 50 na Austrália e na Bélgica.

## Vídeo musical
O videoclipe que acompanha começa com Carey, revisitando sua juventude, vagando pelo corredor do ensino médio e parado dentro de uma sala de aula de alunos tocando vários instrumentos musicais com cenas inter-cortadas de homens tocando bateria. Cenas de uma estudante que interpreta Carey também são mostrados, com Carey sombreando seus movimentos e seus esforços para chamar a atenção de um estudante que por sua vez a ignora persistentemente, optando por mexer na sala de aula e em corredores com seus amigos. No final do vídeo, grupos de crianças em idade escolar são mostrados dançando no corredor enquanto o garoto que ela gostava, agora adulto, está seguindo Carey pela escola e tentando flertar com ela, mas Carey o ignora. O videoclipe oficial alcançou 3,9 milhões de visualizações no YouTube em junho de 2017.
A versão estendida do vídeo foi incluída no The First Vision 1991 VHS e sua subsequente reedição em DVD, na qual Carey afirmou que adorava assistir as crianças dançando e interagindo com elas e que se divertiu durante a gravação do vídeo. O vídeo foi removido da lista de faixas do lançamento do vídeo nº #1's, pois Carey sentiu vergonha dos resultados do vídeo, sendo substituído pelo desempenho da MTV Unplugged .
Em 2015, para coincidir com o lançamento de #1 to Infinity, Carey lançou vídeos de si mesma falando sobre os vídeos com músicas da compilação. Para "Someday", Carey afirmou que não gosta do vídeo, principalmente por causa das cenas de "brincadeiras" das crianças. Ela disse que teria mantido apenas as close-ups e que a garota que interpreta a versão mais jovem de si mesma era fofa.

## Apresentações ao vivo
"Someday" nunca foi apresentada em programas de televisão na época de sua divulgação. Sua primeira performance aconteceu em 28 de janeiro de 1991 na décima oitava edição da premiação musical American Music Awards. A canção voltou a ser apresentada na gravação do extended play MTV Unplugged (1992), em 16 de março de 1992. No ano seguinte, fez parte do repertório da primeira turnê nacional de Carey, Music Box Tour. Em 18 de julho de 1993 fez uma apresentação da canção em um especial titulado Mariah's Thanksgiving NBC Special, que foi lançado mais tarde nos formatos video home system e Digital Versatile Disc como Here Is Mariah Carey.

## Faixas e formatos
| CD single - Estados Unidos |                              |                             |              |         |  |
| N.º                        | Título                       | Compositor(es)              | Produtor(es) | Duração |  |
| 1.                         | "Someday"                    | Mariah Carey, Ben Margulies | Ric Wake     | 4:06    |  |
| 2.                         | "Someday" (New 7" Jackswing) | Mariah Carey, Ben Margulies | Ric Wake     | 4:40    |  |
| 3.                         | "Someday" (New 7" Straight)  | Mariah Carey, Ben Margulies | Ric Wake     | 4:16    |  |
| 4.                         | "Someday" (New 12" House)    | Mariah Carey, Ben Margulies | Ric Wake     | 6:50    |  |

| CD single - Mundial |                              |                             |                |         |  |
| N.º                 | Título                       | Compositor(es)              | Produtor(es)   | Duração |  |
| 1.                  | "Someday" (New 7" Jackswing) | Mariah Carey, Ben Margulies | Ric Wake       | 4:40    |  |
| 2.                  | "Alone in Love"              | Mariah Carey, Ben Margulies | Rhett Lawrence | 4:11    |  |

| CD maxi-single - Mundial / Only Maxi-Single Picture Disc - Japão |                               |                             |              |         |  |
| N.º                                                              | Título                        | Compositor(es)              | Produtor(es) | Duração |  |
| 1.                                                               | "Someday" (New 7" Jackswing)  | Mariah Carey, Ben Margulies | Ric Wake     | 4:40    |  |
| 2.                                                               | "Someday" (New 7" Straight)   | Mariah Carey, Ben Margulies | Ric Wake     | 4:16    |  |
| 3.                                                               | "Someday" (New 12" Jackswing) | Mariah Carey, Ben Margulies | Ric Wake     | 6:56    |  |
| 4.                                                               | "Someday" (Pianoapercapella)  | Mariah Carey, Ben Margulies | Ric Wake     | 4:14    |  |

| CD maxi-single 1 - Reino Unido |                               |                             |              |         |  |
| N.º                            | Título                        | Compositor(es)              | Produtor(es) | Duração |  |
| 1.                             | "Someday" (New 7" Jackswing)  | Mariah Carey, Ben Margulies | Ric Wake     | 4:40    |  |
| 2.                             | "Someday" (New 12" Jackswing) | Mariah Carey, Ben Margulies | Ric Wake     | 6:56    |  |
| 3.                             | "Someday" (New 12" House)     | Mariah Carey, Ben Margulies | Ric Wake     | 6:50    |  |

| CD maxi-single 2 - Reino Unido |                              |                             |                                       |         |  |
| N.º                            | Título                       | Compositor(es)              | Produtor(es)                          | Duração |  |
| 1.                             | "Someday" (New 7" Jackswing) | Mariah Carey, Ben Margulies | Ric Wake                              | 4:40    |  |
| 2.                             | "Vision of Love"             | Mariah Carey, Ben Margulies | Rhett Lawrence, Narada Michael Walden | 3:29    |  |
| 3.                             | "Love Takes Time"            | Mariah Carey, Ben Margulies | Walter Afanasieff                     | 3:49    |  |
| 4.                             | "Alone in Love"              | Mariah Carey, Ben Margulies | Rhett Lawrence                        | 4:11    |  |

| 7" Promo Single - Espanha |           |                             |              |         |  |
| N.º                       | Título    | Compositor(es)              | Produtor(es) | Duração |  |
| 1.                        | "Someday" | Mariah Carey, Ben Margulies | Ric Wake     | 4:07    |  |

## Créditos de elaboração
Lista-se abaixo os profissionais envolvidos na elaboração de "Someday", de acordo com o encarte acompanhante do álbum  Mariah Carey.
- Mariah Carey - Vocais
- Mariah Carey, Ben Margulies - Composição
- Ric Wake - Produção
- Bob Ludwig - Masterização

## Desempenho nas tabelas musicais
| Tabela musical (1991)                         | Melhor posição |
| --------------------------------------------- | -------------- |
| Austrália (ARIA)                              | 44             |
| Bélgica (Ultratop 50 de Flandres)             | 44             |
| Canadá (The Record)                           | 5              |
| Canadá (Canadian Hot 100)                     | 1              |
| Canadá (RPM Dance)                            | 4              |
| Canadá (RPM Adult Contemporary)               | 1              |
| Estados Unidos (Billboard Hot 100)            | 1              |
| Estados Unidos (Billboard Adult Contemporary) | 5              |
| Estados Unidos (Billboard Dance Club Songs)   | 1              |
| Estados Unidos (Billboard R&B/Hip-Hop Songs)  | 3              |
| Europa (European Hot 100 Singles)             | 75             |
| Finlândia (Suomen virallinen lista)           | 14             |
| França (SNEP)                                 | 38             |
| Japão (Oricon Albums Chart)                   | 48             |
| Nova Zelândia (Recorded Music NZ)             | 14             |
| Países Baixos (Dutch Top 40)                  | 29             |
| Países Baixos (Single Top 100)                | 21             |
| Reino Unido (UK Singles Chart)                | 38             |

| Tabela musical (1991)                            | Melhor posição |
| ------------------------------------------------ | -------------- |
| Canadá (RPM)                                     | 7              |
| Canadá (RPM Adult Contemporary)                  | 20             |
| Canadá (RPM Dance)                               | 20             |
| Estados Unidos (Billboard Hot 100)               | 13             |
| Estados Unidos (Billboard Adult Contemporary)    | 36             |
| Estados Unidos (Billboard Dance Club Songs)      | 26             |
| Estados Unidos (Billboard Hot R&B/Hip-Hop Songs) | 61             |
| Países Baixos (Dutch Top 40)                     | 274            |

| Chart (1958–2018)                  | Posição |
| ---------------------------------- | ------- |
| Estados Unidos (Billboard Hot 100) | 430     |

## Vendas e certificações
| Região                                         | Certificação | Vendas   |
| ---------------------------------------------- | ------------ | -------- |
| Estados Unidos (RIAA)                          | Ouro         | 500,000^ |
| ^distribuições baseadas apenas na certificação |              |          |